# Cronologia da pandemia de COVID-19 em outubro de 2021
Este artigo documenta a cronologia e epidemiologia do vírus SARS-CoV-2 em outubro de 2021, o vírus que causa a COVID-19 e é responsável pela pandemia de COVID-19. Os primeiros casos humanos da COVID-19 foram identificados em Wuhan, China, em dezembro de 2019.

## Cronologia

### 1 de outubro
- Fiji registrou 107 casos, elevando o número total de casos para 51.130. Existem 68 recuperações, elevando o número total de recuperações para 37.148. 14 mortes foram relatadas, elevando o número de mortos para 631. Existem 12.859 casos ativos.[1]
- A Malásia registrou 11.889 novos casos, elevando o número total de casos para 2.257.584. 15.891 se recuperaram, elevando o número total de recuperações para 2.070.715.[2]
- A Nova Zelândia registrou 20 novos casos, elevando o número total para 4.291 (3.935 confirmados e 356 prováveis). 15 se recuperaram, elevando o número total de recuperações para 3.989. O número de mortos permanece 27. Existem 275 casos ativos (260 na comunidade e 14 na fronteira).[3]
- Singapura registrou 2.909 novos casos, incluindo 2.079 na comunidade, 818 residentes em dormitórios e 12 importados, elevando o total para 99.430. Oito mortes foram confirmadas, elevando o número de mortos para 103.[4]
- A Ucrânia registrou 12.034 novos casos diários e 172 novas mortes diárias, elevando o número total para 2.435.413 e 56.446, respectivamente; um total de 2.258.455 pacientes se recuperaram.[5]

### 2 de outubro
- Fiji registrou 38 novos casos, elevando o número total de casos desde o início do surto de abril para 51.098. 20 se recuperaram, elevando o número total de recuperações para 37.168. Uma morte foi relatada, elevando o número de mortos para 632.[6]
- A Malásia registrou 10.915 novos casos, elevando o número total de casos para 2.268.499. 15.396 se recuperaram, elevando o número total de recuperações para 2.086.111.[7]
- A Nova Zelândia registrou 29 novos casos, elevando o número total para 4.319 casos (3.962 confirmados e 356 prováveis). 64 se recuperaram, elevando o número total de recuperações para 4.053. O número de mortos permanece 27. Existem 239 casos ativos (226 na comunidade e 13 na fronteira).[8]
- Singapura registrou 2.356 novos casos, incluindo 1.938 na comunidade, 412 residentes em dormitórios e seis importados, elevando o total para 101.786. Quatro mortes foram confirmadas, elevando o número de mortos para 107.[9]
- A Ucrânia registrou 11.809 novos casos diários e 203 novas mortes diárias, elevando o número total para 2.447.222 e 56.649, respectivamente; um total de 2.261.924 pacientes se recuperaram.[10]
- O número global de mortes por coronavírus ultrapassou 5 milhões.[11]

### 3 de outubro
- Fiji registrou 34 novos casos, elevando o número total de casos para 51.202. 80 recuperações foram relatadas, elevando o número total de recuperações para 37.248. Uma morte foi relatada, elevando o número de mortos para 633. Um total de 493 pacientes com COVID-19 morreram de complicações médicas graves que contraíram antes de contrair o COVID-19. Existem 12.828 casos ativos.[12]
- A Malásia registrou 9.066 novos casos, elevando o número total para 2.277.565. Há 14.454 recuperações, elevando o número total de recuperações para 2.100.565. 116 mortes foram relatadas, elevando o número de mortos para 26.683.[13]
- A Nova Zelândia registrou 33 novos casos, elevando o número total para 4.352 (3.995 confirmados e 356 prováveis). Nove se recuperaram, elevando o número total de recuperações para 4.062. O número de mortos permanece 27. Existem 263 casos ativos (250 na comunidade e 13 na fronteira).[14]
- Singapura registrou 2.057 novos casos, incluindo 1.676 na comunidade, 373 residentes em dormitórios e oito importados, elevando o total para 103.843. Seis mortes foram confirmadas, elevando o número de mortos para 113.[15]
- A Ucrânia registrou 7.967 novos casos diários e 126 novas mortes diárias, elevando o número total para 2.455.189 e 56.775, respectivamente; um total de 2.263.407 pacientes se recuperaram.[16]

### 4 de outubro
- Fiji registrou 13 novos casos na área Nacula Medical. Dos 168 casos da área médica, 50 se recuperaram e há 118 casos ativos. Quatro novos casos foram relatados na ilha de Kadavu, elevando o número total de casos para 586. 556 casos na ilha se recuperaram enquanto 30 estão sendo monitorados. Uma morte foi relatada em Suva, elevando o número de mortos para 634. 3.941 se recuperaram, elevando o número total de recuperações para 41.189. Foram 8.898 casos ativos.[17]
- A Malásia registrou 8.075 novos casos, elevando o número total para 2.285.640. Há 15.456 recuperações, elevando o número total de recuperações para 2.116.021. 76 mortes foram relatadas, elevando o número de mortos para 26.759.[18]
- A Nova Zelândia registrou 31 novos casos, elevando o número total para 4.382 novos casos (4.025 confirmados e 357 prováveis). Seis se recuperaram, elevando o número total de recuperações para 4.068. O número de mortos permanece 27. Existem 287 casos ativos (274 na comunidade e 13 na fronteira).[19]
- Singapura registrou 2.475 novos casos, incluindo 1.859 na comunidade, 601 residentes em dormitórios e 15 importados, elevando o total para 106.318. Oito mortes foram confirmadas, elevando o número de mortos para 121.[20]
- A Ucrânia registrou 4.821 novos casos diários e 114 novas mortes diárias, elevando o número total para 2.460.010 e 56.889, respectivamente; um total de 2.264.523 pacientes se recuperaram.[21]

### 5 de outubro
Relatório semanal da Organização Mundial da Saúde:
- Em Fiji, sete casos permanecem em estado crítico, elevando o número de pacientes com COVID-19 no hospital para 74. Há oito pacientes em estado grave.[23]
- A Malásia registrou 8.817 novos casos, elevando o número total de casos para 2.294.457. Existem 15.615 recuperações, elevando o número total de recuperações para 2.131.636.[24]
- A Nova Zelândia registrou 26 novos casos, elevando o número total para 4.408 (4.050 confirmados e 358 prováveis). Há cinco recuperações, elevando o número total de recuperações para 4.073. O número de mortos permanece 27. Existem 308 casos ativos (294 na comunidade e 14 na fronteira).[25]
- Singapura registrou 3.486 novos casos, incluindo 2.767 na comunidade, 713 residentes em dormitórios e seis importados, elevando o total para 109.804. Nove mortes foram confirmadas, elevando o número de mortos para 130.[26]
- A Ucrânia registrou 9.846 novos casos diários e 317 novas mortes diárias, elevando o número total para 2.469.856 e 57.206, respectivamente; um total de 2.268.752 pacientes se recuperaram.[27]

### 6 de outubro
- Fiji registrou quatro mortes. 49 novos casos e 62 novas recuperações foram relatados, elevando o número total de casos ativos para 8.871. O número total de casos relacionados ao surto de abril é de 51.203.[28]
- A Malásia registrou 9.380 novos casos, elevando o número total de casos para 2.303.837. Há 13.045 recuperações, elevando o número total de recuperações para 2.144.681.[29]
- A Nova Zelândia registrou 42 novos casos, elevando o número total para 4.450 (4.092 confirmados e 358 prováveis). O número de recuperações permanece em 4.073. O número de mortos permanece 27. Há 350 casos ativos (334 na comunidade, 15 na fronteira, um em investigação).[30] Mais tarde naquele dia, uma nova morte foi relatada.[31]
- Singapura registrou 3.577 novos casos, incluindo 2.932 na comunidade, 630 residentes em dormitórios e 15 importados, elevando o total para 113.381. Três mortes foram confirmadas, elevando o número de mortos para 133.[32]
- Svalbard relatou seu primeiro caso em isolamento gerenciado.[33]
- A Ucrânia registrou 12.662 novos casos diários e 320 novas mortes diárias, elevando o número total para 2.482.518 e 57.526, respectivamente; um total de 2.273.382 pacientes se recuperaram.[34]
- O Reino Unido registrou 40.000 novos casos, elevando o número total para 8 milhões de casos.[35]

### 7 de outubro
- Fiji registrou 55 novos casos e oito mortes.[36] Nesse mesmo dia, 58 novos casos foram relatados, elevando o número total de casos para 51.386. 24 recuperações foram relatadas, elevando o número total de recuperações para 47.315 recuperações. Duas mortes foram relatadas, elevando o número de mortos para 249. Um total de 527 pacientes com COVID-19 morreram de outras condições médicas graves. Existem 2.895 casos ativos em todo o país.[37]
- A Malásia registrou 9.890 novos casos, elevando o número total para 2.313.727. 12.884 se recuperaram, elevando o número total de recuperações para 2.157.565.[38]
- A Nova Zelândia registrou 31 novos casos, elevando o número total para 4.480 (4.122 confirmados e 358 prováveis). Quatro se recuperaram, elevando o número total de recuperações para 4.077. O número de mortos permanece 27. Existem 376 casos ativos (362 confirmados, 13 na comunidade e um em investigação).[39]
- Singapura registrou 3.483 novos casos, incluindo 2.783 na comunidade, 692 residentes em dormitórios e oito importados, elevando o total para 116.864. Três mortes foram confirmadas, elevando o número de mortos para 136.[40]
- A Ucrânia registrou 15.125 novos casos diários e 314 novas mortes diárias, elevando o número total para 2.497.643 e 57.840, respectivamente; um total de 2.277.762 pacientes se recuperaram.[41]
- Os Estados Unidos da América ultrapassaram 44 milhões de casos.[42]

### 8 de outubro
- Fiji registrou 40 novos casos e 252 recuperações, elevando o número de casos ativos para 2.676. Quatro mortes (uma datada de junho e duas de Julho por atraso na emissão de certidões de óbito) também foram relatadas.[43]
- A Malásia registrou 9.751 novos casos, elevando o número total de casos para 2.323.478. São 12.724 novas recuperações, elevando o número total de recuperações para 2.170.289.[44]
- A Nova Zelândia registrou 47 novos casos, elevando o número total para 4.527 (4.169 confirmados e 358 prováveis). O número de recuperações permanece em 4.077. O número de mortos foi atualizado para 28. Existem 422 casos ativos (406 na comunidade e 16 na fronteira).[45]
- Singapura registrou 3.590 novos casos, incluindo 2.825 na comunidade e 765 residentes em dormitórios, elevando o total para 120.454. Seis mortes foram confirmadas, elevando o número de mortos para 142.[46]
- A Ucrânia registrou 16.362 novos casos diários e 241 novas mortes diárias, elevando o número total para 2.514.005 e 58.081, respectivamente; um total de 2.282.482 pacientes se recuperaram.[47]

### 9 de outubro
- Fiji registrou 57 novos casos, enquanto 49 pacientes foram internados no hospital. 48 se recuperaram, elevando o número de casos ativos para 2.685. O número de mortos permanece 653.[48]
- A Malásia registrou 8.743 novos casos, elevando o número total para 2.332.221. Há 14.422 recuperações, elevando o número total de recuperações para 2.184.711.[49]
- A Nova Zelândia registrou 36 novos casos, elevando o número total para 4.563 (4.205 confirmados e 358 prováveis). 39 se recuperaram, elevando o número total de recuperações para 4.116. O número de mortos permanece em 28. Existem 419 casos ativos (402 na comunidade e 17 na fronteira).[50]
- Singapura registrou 3.703 novos casos, incluindo 2.868 na comunidade, 832 residentes em dormitórios e três importados, elevando o total para 124.157. 11 mortes foram confirmadas, elevando o número de mortos para 153.[51]
- A Ucrânia registrou 15.908 novos casos diários e 250 novas mortes diárias, elevando o número total para 2.529.913 e 58.331, respectivamente; um total de 2.287.846 pacientes se recuperaram.[52]

### 10 de outubro
- Fiji registrou 16 novos casos, elevando o número total de casos relacionados ao surto de abril para 51.429. 62 novas recuperações foram relatadas, elevando o número de casos ativos para 2.636. O número de mortos permanece 653.[53]
- A Indonésia registrou 894 novos casos, elevando o número total para 4.227.932. 1.584 se recuperaram enquanto 39 morreram, elevando o número total de recuperações para 4.060.851 e o número total de óbitos para 142.651.[54] As autoridades alertaram para o possível aumento de casos durante e após os feriados de Natal e Ano Novo.[55]
- A Malásia registrou 7.373 novos casos e 10.959 novas recuperações.[56]
- A Nova Zelândia registrou 61 novos casos, elevando o número total para 4.624 (4.265 confirmados e 359 prováveis). 24 se recuperaram, elevando o número total de recuperações para 4.140. O número de mortos permanece em 28. Existem 456 casos ativos (438 na comunidade e 18 na fronteira).[57]
- Singapura registrou 2.809 novos casos, incluindo 2.176 na comunidade, 631 residentes em dormitórios e dois importados, elevando o total para 126.966. Nove mortes foram confirmadas, elevando o número de mortos para 162.[58]
- A Ucrânia registrou 11.344 novos casos diários e 162 novas mortes diárias, elevando o número total para 2.541.257 e 58.493, respectivamente; um total de 2.290.427 pacientes se recuperaram.[59]

### 11 de outubro
- Fiji registrou 36 novos casos, elevando o número total de casos relacionados ao surto de abril para 51.465.[60]
- A Malásia registrou 6.709 novos casos, elevando o número total para 2.346.303. São 10.883 recuperações, elevando o número total para 2.206.502. Há 93 mortes, elevando o número de mortos para 27.422.[61]
- A Nova Zelândia registrou 35 novos casos, elevando o número total para 4.659 (4.300 confirmados e 359 prováveis). 22 se recuperaram, elevando o número total de recuperações para 4.162. O número de mortos permanece em 28. Existem 469 casos ativos (452 na comunidade e 17 na fronteira).[62]
- Singapura registrou 2.263 novos casos, incluindo 1.949 na comunidade, 306 residentes em dormitórios e oito importados, elevando o total para 129.259. Dez mortes foram confirmadas, elevando o número de mortos para 172.[63]
- A Ucrânia registrou 8.832 novos casos diários e 207 novas mortes diárias, elevando o número total para 2.550.089 e 58.700, respectivamente; um total de 2.292.480 pacientes se recuperaram.[64]

### 12 de outubro
- Fiji registrou 63 novos casos. 10 mortes foram relatadas, elevando o número de mortos para 663. [65]
- A Malásia registrou 7.276 novos casos, elevando o número total para 2.353.579. Existem 10.555 recuperações, elevando o número total de recuperações para 2.217.057. Há 103 mortes, elevando o número de mortos para 27.525.[66]
- A Nova Zelândia registrou 46 novos casos, elevando o número total para 4.704 (4.345 confirmados e 359 prováveis). 20 se recuperaram, elevando o número total de recuperações para 4.182. O número de mortos permanece em 28. Existem 494 casos ativos (476 na comunidade e 18 na fronteira).[67]
- Singapura registrou 2.976 novos casos, incluindo 2.721 na comunidade, 251 residentes em dormitórios e quatro importados, elevando o total para 132.305. 11 mortes foram confirmadas, elevando o número de mortos para 183.[68]
- A Ucrânia registrou 11.996 novos casos diários e 352 novas mortes diárias, elevando o número total para 2.562.085 e 59.052, respectivamente; um total de 2.297.899 pacientes se recuperaram.[69]

### 13 de outubro
Relatório Semanal da OMS:
- Fiji registrou 50 novos casos. [65]
- A Malásia registrou 7.950 novos casos, elevando o número total para 2.361.529. 10.832 recuperações foram relatadas, elevando o número total de recuperações para 2.227.889. 68 mortes foram relatadas, elevando o número de mortos para 27.593.[71]
- A Nova Zelândia registrou 55 novos casos, elevando o número total para 4.759 (4.400 confirmados e 359 prováveis). Há duas recuperações, elevando o número total de recuperações para 4.184. O número de mortos permanece em 28. Existem 547 casos ativos (529 na comunidade e 18 na fronteira).[72]
- Singapura registrou 3.190 novos casos, incluindo 2.686 na comunidade, 498 residentes em dormitórios e seis importados, elevando o total para 135.395. Nove mortes foram confirmadas, elevando o número de mortos para 192.[73]
- A Ucrânia registrou 16.309 novos casos diários e 471 novas mortes diárias, elevando o número total para 2.578.394 e 59.523, respectivamente; um total de 2.304.361 pacientes se recuperaram.[74]

### 14 de outubro
- A Malásia registrou 8.084 novos casos, elevando o número total para 2.369.613. Existem 12.456 recuperações, elevando o número total de recuperações para 2.240.345. 88 mortes foram relatadas, elevando o número de mortos para 27.681.[75]
- A Nova Zelândia registrou 72 novos casos, elevando o número total para 4.831 (4.472 confirmados e 359 prováveis). Dois se recuperaram, elevando o número total de recuperações para 4.186. O número de mortos permanece em 28. Existem 617 casos ativos (599 na comunidade e 18 na fronteira).[76]
- Singapura registrou 2.932 novos casos, incluindo 2.412 na comunidade, 517 residentes em dormitórios e três importados, elevando o total para 138.327. 15 mortes foram confirmadas, elevando o número de mortos para 207.[77]
- A Ucrânia registrou 18.881 novos casos diários e 412 novas mortes diárias, elevando o número total para 2.597.275 e 59.935, respectivamente; um total de 2.311.991 pacientes se recuperaram.[78]

### 15 de outubro
- A Malásia registrou 7.420 novos casos, elevando o número total para 2.377.033. São 11.413, elevando o número total de recuperações para 2.251.758.[79]
- A Nova Zelândia registrou 66 novos casos, elevando o número total para 4.897 (4.538 confirmados e 359 prováveis). O número de recuperações permanece 4.186, enquanto o número de mortos permanece 28. Existem 683 casos ativos (664 na comunidade e 19 na fronteira).[80]
- Singapura registrou 3.445 novos casos, incluindo 2.823 na comunidade, 620 residentes em dormitórios e dois importados, elevando o total para 141.772. Oito mortes foram confirmadas, elevando o número de mortos para 215.[81]
- A Ucrânia registrou 13.624 novos casos diários e 202 novas mortes diárias, elevando o número total para 2.610.899 e 60.137, respectivamente; um total de 2.316.582 pacientes se recuperaram.[82]

### 16 de outubro
- Fiji relatou 53 novos casos ontem, enquanto o número de mortos permaneceu 663.[83]
- A Malásia registrou 7.493 novos casos, elevando o número total para 2.384.542. São 9.531 recuperações, elevando o número total de recuperações para 2.261.289. Há 88 mortes, elevando o número de mortos para 27.858.[84]
- A Nova Zelândia registrou 43 novos casos, elevando o número total para 4.939 (4.580 confirmados e 359 prováveis). Há 60 recuperações, elevando o número total de recuperações para 4.246. O número de mortos permanece em 28. Existem 665 casos ativos (646 na comunidade e 19 na fronteira)[85]
- Singapura registrou 3.348 novos casos, incluindo 2.688 na comunidade, 656 residentes em dormitórios e quatro importados, elevando o total para 145.120. Nove mortes foram confirmadas, elevando o número de mortos para 224.[86]
- A Ucrânia registrou 12.983 novos casos diários e 277 novas mortes diárias, elevando o número total para 2.623.882 e 60.414, respectivamente; um total de 2.322.456 pacientes se recuperaram.[87]

### 17 de outubro
- A Malásia registrou 6.145 novos casos, elevando o número total de casos para 2.390.687. Há 9.231 recuperações, elevando o número total de recuperações para 2.270.520. Há 63 mortes, elevando o número de mortos para 27.921.[88]
- A Nova Zelândia registrou 53 novos casos, elevando o número total para 4.991 (4.632 confirmados e 359 prováveis). Existem 75 recuperações, elevando o número total de recuperações para 4.321. O número de mortos permanece em 28. Existem 642 casos ativos (621 na comunidade e 21 na fronteira).[89]
- Singapura registrou 3.058 novos casos, incluindo 2.454 na comunidade, 601 residentes em dormitórios e três importados, elevando o total para 148.178. Nove mortes foram confirmadas, elevando o número de mortos para 233.[90]
- A Ucrânia registrou 11.288 novos casos diários e 219 novas mortes diárias, elevando o número total para 2.635.170 e 60.633, respectivamente; um total de 2.325.997 pacientes se recuperaram.[91]

### 18 de outubro
- A Malásia registrou 5.434 novos casos, elevando o número total para 2.396.121. São 8.435 recuperações, elevando o número total de recuperações para 2.278.955. Há 72 mortes, elevando o número de mortos para 27.993.[92]
- A Nova Zelândia registrou 65 novos casos, elevando o número total para 5.055 (4.696 confirmados e 359 prováveis). São 54 novas recuperações, elevando o número total de recuperações para 4.375. O número de mortos permanece em 28. Existem 652 casos ativos (633 na comunidade e 19 na fronteira).[93]
- Singapura registrou 2.553 novos casos, incluindo 2.008 na comunidade, 544 residentes em dormitórios e um importado, elevando o total para 150.731. Seis mortes foram confirmadas, elevando o número de mortos para 239.[94]
- A Ucrânia registrou 9.524 novos casos diários e 177 novas mortes diárias, elevando o número total para 2.644.694 e 60.810, respectivamente; um total de 2.329.418 pacientes se recuperaram.[95]
- Os Estados Unidos da América ultrapassaram 45 milhões de casos.[96]

### 19 de outubro
Relatório semanal da Organização Mundial da Saúde:
- Fiji registrou 22 novos casos ontem, enquanto o número de mortos permanece 663. 38 casos foram hospitalizados, com dois considerados em estado grave e outro em estado crítico.[98]
- A Malásia registrou 5.745 novos casos, elevando o número total para 2.401.866. São 8.933 recuperações, elevando o número total de recuperações para 2.287.888. Há 69 mortes, elevando o número de mortos para 28.062.[99]
- A Nova Zelândia registrou 99 novos casos, elevando o número total para 5.153 (4.794 confirmados e 359 prováveis). Há 14 recuperações, elevando o número total de recuperações para 4.389. O número de mortos permanece em 28. Existem 736 casos ativos (713 na comunidade e 23 na fronteira).[100]
- Singapura registrou 3.994 novos casos, incluindo 3.480 na comunidade, 501 residentes em dormitórios e 13 importados, elevando o total para 154.725. Sete mortes foram confirmadas, elevando o número de mortos para 246.[101]
- A Ucrânia registrou 15.579 novos casos diários e um recorde de 538 novas mortes diárias, elevando o número total para 2.660.273 e 61.348, respectivamente; um total de 2.337.194 pacientes se recuperaram.[102]

### 20 de outubro
- A Malásia registrou 5.516 novos casos, elevando o número total para 2.407.382. Há 9.401 recuperações, elevando o número total de recuperações para 2.297.289. Há 76 mortes, elevando o número de mortos para 28.138.[103]
- A Nova Zelândia registrou 62 novos casos, elevando o número total para 5.213 (4.854 confirmados e 359 prováveis). Seis se recuperaram, elevando o número total de recuperações para 4.395. O número de mortos permanece em 28. Existem 790 casos ativos (767 na comunidade e 23 na fronteira).[104]
- Singapura registrou 3.862 novos casos, incluindo 3.221 na comunidade, 630 residentes em dormitórios e 11 importados, elevando o total para 158.587. 18 mortes foram confirmadas, elevando o número de mortos para 264.[105]
- A Ucrânia registrou 18.912 novos casos diários e 495 novas mortes diárias, elevando o número total para 2.679.185 e 61.843, respectivamente; um total de 2.344.799 pacientes se recuperaram.[106]

### 21 de outubro
- A Malásia registrou 6.210 novos casos, elevando o número total para 2.413.592. O número de recuperações permanece 2.296.021. São 96 mortes, elevando o número de mortos para 28.234.[107]
- A Nova Zelândia registrou 104 novos casos, elevando o número total para 5.315 (4.956 confirmados e 359 prováveis). Um se recuperou, elevando o número total de recuperações para 4.396. O número de mortos permanece em 28. Existem 891 casos ativos (868 na comunidade e 23 na fronteira).[108]
- Singapura registrou 3.439 novos casos, incluindo 2.937 na comunidade, 500 residentes em dormitórios e dois importados, elevando o total para 162.026. 16 mortes foram confirmadas, elevando o número de mortos para 280.[109]
- A Ucrânia registrou um recorde de 22.415 novos casos diários e um recorde de 546 novas mortes diárias, elevando o número total para 2.701.600 e 62.389, respectivamente; um total de 2.352.835 pacientes se recuperaram.[110]
- O técnico do Bayern de Munique, Julian Nagelsmann, testou positivo para a COVID-19, apesar de estar totalmente vacinado.[111]

### 22 de outubro
- A Malásia registrou 6.630 novos casos, elevando o número total para 2.420.222. São 7.630 recuperações, elevando o número total de recuperações para 2.311.213. Há 78 mortes, elevando o número de mortos para 28.312.[112]
- A Nova Zelândia registrou 134 novos casos, elevando o número total para 5.449 (5.090 confirmados e 359 prováveis). Seis se recuperaram, elevando o número total de recuperações para 4.402. O número de mortos permanece em 28. Há 1.019 casos ativos (992 na comunidade e 27 na fronteira).[113]
- Singapura registrou 3.637 novos casos, incluindo 3.039 na comunidade, 592 residentes em dormitórios e seis importados, elevando o total para 165.663. 14 mortes foram confirmadas, elevando o número de mortos para 294.[114]
- A Ucrânia registrou um recorde de 23.785 novos casos diários e um recorde de 614 novas mortes diárias, elevando o número total para 2.725.385 e 63.003, respectivamente; um total de 2.361.365 pacientes se recuperaram.[115]

### 23 de outubro
- A Malásia registrou 5.828 novos casos, elevando o número total para 2.426.050. São 9.178 recuperações, elevando o número total de recuperações para 2.320.391. Há 42 mortes, elevando o número de mortos para 28.354.[116]
- A Nova Zelândia registrou 106 novos casos, elevando o número total para 5.554 (5.194 confirmados e 360 prováveis). Cinco se recuperaram, elevando o número total de recuperações para 4.407. O número de mortos permanece em 28. Há 1.119 casos ativos (1.090 na comunidade e 29 na fronteira).[117]
- Singapura registrou 3.598 novos casos, incluindo 2.804 na comunidade, 790 residentes em dormitórios e quatro importados, elevando o total para 169.261. Seis mortes foram confirmadas, elevando o número de mortos para 300.[118]
- A Ucrânia registrou 23.229 novos casos diários e 483 novas mortes diárias, elevando o número total para 2.748.614 e 63.486, respectivamente; um total de 2.369.695 pacientes se recuperaram.[119]

### 24 de outubro
- A Malásia registrou 5.666 novos casos, elevando o número total para 2.431.716. São 6.978 recuperações, elevando o número total de recuperações para 2.327.369. Há 46 mortes, elevando o número de mortos para 28.400.[120]
- A Nova Zelândia registrou 85 novos casos, elevando o número total para 5.638 (5.278 confirmados e 360 prováveis). 50 se recuperaram, elevando o número total de recuperações para 4.457. O número de mortos permanece em 28. Há 1.153 casos ativos (1.122 na comunidade e 31 na fronteira).[121]
- Singapura registrou 3.383 novos casos, incluindo 2.708 na comunidade, 667 residentes em dormitórios e oito importados, elevando o total para 172.644. 15 mortes foram confirmadas, elevando o número de mortos para 315.[122]
- A Ucrânia registrou 20.791 novos casos diários e 386 novas mortes diárias, elevando o número total para 2.769.405 e 63.872, respectivamente; um total de 2.375.776 pacientes se recuperaram.[123]

### 25 de outubro
- A Malásia registrou 4.782 novos casos, elevando o número total para 2.436.498. São 7.414 recuperações, elevando o número total de recuperações para 2.334.783. Há 92 mortes, elevando o número de mortos para 28.492.[124]
- A Nova Zelândia registrou 111 novos casos, elevando o número total para 5.749 (5.389 confirmados e 360 prováveis). Oito se recuperaram, elevando o número total de recuperações para 4.465. O número de mortos permanece em 28. Existem 1.256 casos ativos (1.223 na comunidade e 33 na fronteira).[125]
- Singapura registrou 3.174 novos casos, incluindo 2.843 na comunidade, 322 residentes em dormitórios e nove importados, elevando o total para 175.818. 14 mortes foram confirmadas, elevando o número de mortos para 329.[126]
- A Espanha ultrapassou 5 milhões de casos.[127]
- A Ucrânia registrou 14.634 novos casos diários e 330 novas mortes diárias, elevando o número total para 2.784.039 e 64.202, respectivamente; um total de 2.380.374 pacientes se recuperaram.[128]

### 26 de outubro
Relatório semanal da Organização Mundial da Saúde:
- Fiji registrou 25 novos casos ontem, enquanto 39 novos casos foram relatados em 19 de outubro. O número de mortos permanece 663.[130]
- A Malásia registrou 5.726 novos casos, elevando o número total para 2.442.224. São 5.607 recuperações, elevando o número total de recuperações para 2.340.390. Há 84 mortes, elevando o número de mortos para 28.576.[131]
- A Nova Zelândia registrou 80 novos casos, elevando o número total para 5.822 (5.462 confirmados e 360 prováveis). 97 se recuperaram, elevando o número total de recuperações para 4.562. O número de mortos permanece em 28. Há 1.232 casos ativos (1.209 na comunidade e 23 na fronteira).[132]
- Singapura registrou 3.277 novos casos, incluindo 2.984 na comunidade, 288 residentes em dormitórios e cinco importados, elevando o total para 179.085. Dez mortes foram confirmadas, elevando o número de mortos para 339.[133]
- A Ucrânia registrou 19.120 novos casos diários e um recorde de 734 novas mortes diárias, elevando o número total para 2.803.159 e 64.936, respectivamente; um total de 2.390.112 pacientes se recuperaram.[134]

### 27 de outubro
- Fiji registrou 51 novos casos, elevando o número total de casos associados ao surto de abril de 2021 para 51.958. O número de mortos subiu para 673.[135]
- A Malásia registrou 6.148 novos casos, elevando o número total para 2.448.372. São 7.595 recuperações, elevando o número total de recuperações para 2.347.985. Há 98 mortes, elevando o número de mortos para 28.674.[136]
- A Nova Zelândia registrou 78 novos casos, elevando o número total para 5.899. Há cinco recuperações, elevando o número total de recuperações para 4.567. O número de mortos permanece em 28. Há 1.304 casos ativos (1.280 na comunidade e 24 na fronteira).[137]
- Singapura registrou 5.324 novos casos, incluindo 4.651 na comunidade, 661 residentes em dormitórios e 12 importados, elevando o total para 184.419. Dez mortes foram confirmadas, elevando o número de mortos para 349.[138]
- A Ucrânia registrou 22.574 novos casos diários e 692 novas mortes diárias, elevando o número total para 2.825.733 e 65.628, respectivamente; um total de 2.401.705 pacientes se recuperaram.[139]

### 28 de outubro
- Fiji registrou 13 novos casos de quarentena na Divisão Norte.[140]
- A Malásia registrou 6.377 novos casos, elevando o número total para 2.454.749. São 6.637 recuperações, elevando o número total de recuperações para 2.354.622. 95 mortes foram relatadas, elevando o número de mortos para 28.769.[141]
- A Nova Zelândia registrou 97 novos casos, elevando o número total para 5.995. Há sete recuperações, elevando o número total de recuperações para 4.574. O número de mortos permanece em 28. Há 1.393 casos ativos (1.363 na comunidade, 29 na fronteira e um em investigação).[142]
- Singapura registrou 3.432 novos casos, incluindo 3.171 na comunidade, 252 residentes em dormitórios e nove importados (incluindo um caso infectado com a variante Delta Plus AY.4.2), elevando o total para 187.851. 15 mortes foram confirmadas, elevando o número de mortos para 364.[143]
- A Ucrânia registrou um recorde de 26.071 novos casos diários e 576 novas mortes diárias, elevando o número total para 2.851.804 e 66.204, respectivamente; um total de 2.411.711 pacientes se recuperaram.[144]

### 29 de outubro
- A Malásia registrou 6.060 novos casos, elevando o número total para 2.460.809. Há 7.297 recuperações, elevando o número total de recuperações para 2.361.919. São 63 mortes, elevando o número de mortos para 28.832.[145]
- A Nova Zelândia registrou 129 novos casos, elevando o número total para 6.124. Há seis recuperações, elevando o número total de recuperações para 4.580. O número de mortos permanece em 28. Há 1.516 casos ativos (1.484 na comunidade e 31 na fronteira).[146]
- Singapura registrou 4.248 novos casos, incluindo 3.710 na comunidade, 536 residentes em dormitórios e dois importados, elevando o total para 192.099. 16 mortes foram confirmadas, elevando o número de mortos para 380.[147]
- Tonga relatou seu primeiro caso, um trabalhador sazonal retornando de Christchurch, na Nova Zelândia. [148]
- A Ucrânia registrou um recorde de 26.870 novos casos diários e 648 novas mortes diárias, elevando o número total para 2.878.674 e 66.852, respectivamente; um total de 2.421.495 pacientes se recuperaram.[149]
- De acordo com a Universidade Johns Hopkins, o número global de mortos ultrapassou 5 milhões, e quase 250 milhões de casos foram confirmados.[150]

### 30 de outubro
- A Malásia registrou 5.854 novos casos, elevando o número total para 2.466.663. São 6.715 recuperações, elevando o número total de recuperações para 2.368.634. Há 44 mortes, elevando o número de mortos para 28.876.[151]
- A Nova Zelândia registrou 162 novos casos, elevando o número total para 6.285. Há cinco recuperações, elevando o número total de recuperações para 4.585. O número de mortos permanece em 28. Há 1.672 casos ativos (1.638 na comunidade e 33 na fronteira).[152]
- Singapura registrou 3.112 novos casos, incluindo 2.608 na comunidade, 500 residentes em dormitórios e quatro importados, elevando o total para 195.211. 14 mortes foram confirmadas, elevando o número de mortos para 394.[153]
- A Ucrânia registrou 26.198 novos casos diários e 541 novas mortes diárias, elevando o número total para 2.904.872 e 67.393, respectivamente; um total de 2.430.944 pacientes se recuperaram.[154]

### 31 de outubro
- A Malásia registrou 4.979 novos casos, elevando o número total para 2.471.642. Existem 6.127 recuperações, elevando o número total de recuperações para 2.374.761. Há 36 mortes, elevando o número de mortos para 28.912.[155]
- A Nova Zelândia registrou 143 novos casos, elevando o número total para 6.428. Há 62 recuperações, elevando o número total de recuperações para 4.647. O número de mortos permanece em 28. Há 1.753 casos ativos (1.721 na comunidade, 31 na fronteira e um em investigação).[156]
- Singapura registrou 3.163 novos casos, incluindo 2.745 na comunidade, 414 residentes em dormitórios e quatro importados, elevando o total para 198.374. 13 mortes foram confirmadas, elevando o número de mortos para 407.[157]
- A Ucrânia registrou 17.430 novos casos diários e 336 novas mortes diárias, elevando o número total para 2.922.302 e 67.729, respectivamente; um total de 2.436.213 pacientes se recuperaram.[158]